# ثوم فيتزجيرالد
ثوم فيتزجيرالد (بالإنجليزية: Thom Fitzgerald) (و. 1968  م) هو مخرج أفلام، ومنتج أفلام، وكاتب سيناريو أمريكي، ولد في نيو روتشيلي، نيويورك.

## التعليم
تعلم في اتحاد كوبر
.

## وصلات خارجية
- ثوم فيتزجيرالد على موقع IMDb (الإنجليزية)
- ثوم فيتزجيرالد على موقع روتن توميتوز (الإنجليزية)
- ثوم فيتزجيرالد على موقع ألو سيني (الفرنسية)
- ثوم فيتزجيرالد على موقع أول موفي (الإنجليزية)
- ثوم فيتزجيرالد على موقع قاعدة بيانات الأفلام السويدية (السويدية)
- ثوم فيتزجيرالد على موقع إن إن دي بي (الإنجليزية)
- ثوم فيتزجيرالد على موقع قاعدة بيانات الفيلم (الإنجليزية)
- ثوم فيتزجيرالد على موقع كينوبويسك (الروسية)